# Rivière Noire (rivière Felton)
Pour les articles homonymes, voir Rivière Noire.
La rivière Noire est un tributaire de la rivière Felton qui se déverse dans la Baie Sauvage au sud du Grand lac Saint-François lequel constitue le lac de tête de la rivière Saint-François.
Le cours de la "rivière Noire" traverse les municipalités de Nantes et de Saint-Romain, dans la municipalité régionale de comté (MRC) Le Granit, dans la région administrative de l'Estrie, sur la Rive-Sud du fleuve Saint-Laurent, au Québec, Canada.

## Géographie
Les principaux bassins versants voisins de "rivière Noire" sont :
- côté nord : rivière Sauvage (rivière Felton), Grand lac Saint-François ;
- côté est : rivière Sauvage (rivière Felton) ;
- côté sud : ruisseau Gunn, Rivière Victoria (lac Mégantic), ruisseau Turcotte ;
- côté ouest : rivière Felton.

La rivière Noire tire sa source au lac Whitton dont la zone sud est composé de marais.
À partir du lac Whitton, le cours de la rivière Noire se dirige vers le nord, en traversant la route 161 Sud. Elle coule d'abord sur 6,1 km, jusqu'à un ruisseau venant de l'est ; puis 2,3 km vers l'ouest jusqu'à l'embouchure.
La rivière Noire se déverse sur la rive Est de la rivière Felton, à la confluence de la rivière Blanche (rivière Felton), à l'est de la route 161 Sud.

## Toponymie
Jadis, ce cours d'eau était désigné "rivière Whitton".
Le toponyme "Rivière Noire" a été officiellement inscrit le 18 décembre 1979 à la Commission de toponymie du Québec.